# Jeg - en marki
Jeg – en marki er en dansk/svensk film fra 1967, instrueret af Peer Guldbrandsen og Mac Ahlberg.
Handlingen er løst inspireret af historien om den virkelige Marcel de Sade - bedre kendt som "den falske markis" - som købte sig til adelstitlen og svindlede sig til et liv i luksus omgivet af den københavnske overklasse, indtil bedraget blev opdaget.

## Medvirkende
- Gabriel Axel
- Karl Stegger
- Buster Larsen
- Ove Sprogøe
- John Price
- Preben Kaas
- Poul Bundgaard
- Paul Hagen
- Lotte Tarp
- Jeanne Darville
- Carl Ottosen
- Bjørn Puggaard-Müller
- Tove Maës
- Lise Thomsen
- Lars Lunøe
- Klaus Pagh
- Lotte Horne
- Jytte Breuning
- Simon Rosenbaum